# Tormenis ornata
Tormenis ornata är en insektsart som först beskrevs av Melichar 1902.  Tormenis ornata ingår i släktet Tormenis och familjen Flatidae. Inga underarter finns listade i Catalogue of Life.